# ماريو غوميز (منافس ألعاب قوى)
ماريو غوميز (بالإسبانية: Mario Gómez)‏ هو منافس ألعاب قوى مكسيكي، (و. 1907 – 1971 م).

## وصلات خارجية
- ماريو غوميز على موقع أوليمبيديا (الإنجليزية)